# Giulio Romano
Giulio Romano, znan tudi kot Giulio Pippi, je bil italijanski slikar in arhitekt, * 1499, * 1. november 1546. 
Bil je Rafaelov učenec. Razvil je svoj slog, ki se je razlikoval od klasicizma visoke renesanse in je pozneje postal znan kot manierizem. Njegove risbe so zbiralci zelo cenili; sodobni odtisi, ki jih je graviral Marcantonio Raimondi, so pomembno prispevali k širjenju italijanskega sloga 16. stoletja po vsej Evropi.

## Življenjepis
Giulio Romano je bil rojen v Rimu, kar nakazuje njegovo ime Romano. Kot mlad pomočnik je v Rafaelovem studiu delal freske  v Vatikanskih ložah (hodnik v Apostolski palači). V Rafaelovih stancah v Apostolski palači v Vatikanu je naslikal skupino figur na freski Požar v Borgu. Sodeloval je tudi pri krasitvi stropa vile Farnesina. Kljub svoji mladosti je postajal mojstrova desna roka. Po Rafaelovi smrti leta 1520 je pomagal dopolniti vatikanske freske o Konstantinovem življenju, upodabljal je tudi Marijo, njeno kronanje in spreobrnjenje. V Rimu je okrasil vilo Madama za kardinala Giuliana Medičejskega, kasneje papeža Klemna VII.  Prenatrpanim freskam Giulia Romana manjkata sijaj in preprostost njegovega mojstra.
Leta 1522 ga je Federico II. Gonzaga, vladar Mantove, želel za svojega dvornega umetnika, še posebej zaradi njegove nadarjenosti za  arhitekturo. Konec leta 1524 se je Giulio preselil v Mantovo, kjer je ostal do konca življenja. Tako se je leta 1527 izognil plenjenju Rima, kajti posledica tega sta bili prekinitev podpiranja umetnosti in razpršitev ostankov Rafaelove delavnice. Vasari je zapisal, da je Baldassare Castiglione priporočil Federicu Gonzagi, naj Giuliu naroči slike, arhitekturne in inženirske projekte za vojvodino Mantovo. Njegova mojstrska arhitektura in freske, slikarstvo z njegovimi slavnimi iluzionističnimi freskami (1525–1535) so vidni v primestni Tejetski palači. Pomagal je tudi pri obnovitvi vojvodske palače v Mantovi, rekonstrukciji stolnice in načrtovanju bližnje cerkve svetega Benedikta. Deli Mantove, ki so jih ogrožale poplave, so bili prenovljeni pod njegovim vodstvom. Vojvodovi pokroviteljstvo in prijateljstvo sta trajali do njegove smrti: letni dohodek Giulia je bil več kot 1000 dukatov. Njegov studio je postal priljubljena šola umetnosti.
V prvi polovici 16. stoletja je potoval v Francijo in z italijanskim slogom seznanil Franca I. na francoskem dvoru.
Giulio je oblikoval tudi tapiserije. Govori se, da je prispeval risbe za album I Modi, ki ga je graviral Marcantonio Raimondi. Umrl je leta 1546 v Mantovi. Po njegovih besedah so bili njegovi najboljši učenci Giovanni dal Lione, Raffaellino dal Colle, Benedetto Pagni, Figurino da Faenza, Giovanni Battista Bertani in njegov brat Rinaldo in Fermo Guisoni.
Giulio Romano je edini renesančni umetnik, ki ga omenja William Shakespeare. V 5. dejanju, drugi sliki tragikomedije Zimska pravljica je kip kraljice Hermione, kip "tega izrednega italijanskega mojstra, Julia Romana", čeprav Giulio ni bil kipar.

## Arhitektura
Giulio je bil vplivnejši arhitekt kot slikar, saj so njegova dela zelo vplivala na italijansko manieristično arhitekturo. Arhitekture se je prav tako naučil kot vse bolj zaupanja vreden Rafaelov pomočnik. Leta 1514 je bil imenovan za papeškega arhitekta, njegova zgodnja dela pa so v Rafaelovem slogu. Projekt za vilo Madama zunaj Rima, ki jo je zgradil Medičejec, poznejši papež Klemen VII., je dal Giuliu po Rafaelovi smrti in že kaže njegov okus za igriva presenečenja v slogu renesančne klasične arhitekture. Načrtovana je bila v velikem obsegu, a ni bila dokončana do plenjenja Rima in nedokončana tudi ostala.
Vila Lante na Gianicolu (1520–21) je bila manjša primestna vila v Rimu s čudovitim razgledom na mesto. Romano je naredil celotno stavbo lahkotno in elegantno, izkoristil je položaj na grebenu ter premagal precej majhen rimski odtis. Slog je prefinjen s toskanskimi ali dorskimi stebri in pilastri v parih v glavnem nadstropju in izredno plitvimi jonskimi pilastri, ki se dvigajo navzgor. Njihova navzočnost se pretežno prenaša z drugačno barvo. Nadomestne odprte lože se povečajo z loki nad ogredjem. Njegova pripravljenost za igranje s klasičninimi slogi se že vidi; dorski ima gute, a ne triglifov na ozkem ogredju. Volute na jonskih kapitelih se ponavljajo v oknih: "Pravilo slogov se začne vidno obravnavati kot neodvisen od njihovih strukturnih namenov in ta osvoboditev je arhitektu ponudila nove izrazne možnosti." 
Njegova zadnja stavba v Rimu, palača Maccarani Stati (začeta 1522–23), je bila precejšen kontrast, saj je v središču mesta s trgovinami v pritličju in veličastna. Rustika in pretirana velikost sklepnikov, ki so bili v njegovih kasnejših stavbah v Mantovi tako pomembni, so v pritličju, ki se razlikuje od klasičnih slogov, vendar je v dveh zgornjih nadstropjih bolj plitev slog pilastrov, podobno kot pri vili Lante.
Njegova prva stavba v Mantovi je njegovo najbolj znano delo v arhitekturi. Tejetska palača je bila namenjena zabavi zunaj mesta. Graditi so jo začeli okoli leta 1524 in končali čez deset let. Giuliu je tudi zaradi vloge same stavbe uspelo v celoti izkoristiti svojo igrivo iznajdljivost.

## Izbor slik in risb
- Kamenjanje svetega Štefana (Santo Stefano, Genova): "Giulio nikoli ni naredil boljšega dela od tega," je dejal Vasari. Domenico del Barbiere je graviral temo, tako da je vplival na oblikovalce, ki nikoli niso videli izvirnika v Genovi,
- Čaščenje magov, (Louvre),
- Požar v Borgu, freska (Rafaelove stance v Apostolski palači v Vatikanu),
- Simbolične figure, pero in rjavo črnilo ter polprozorna plast barve nad grafitom (Muzej lepih umetnosti v San Franciscu),
- Bitka pri Milvijskem mostu,
- Zmaga Tita in Vespazija,
- Portret Done Isabele de Requesens y Enriquez de Cardona-Anglesola.

- Slike Giulia Romana
- Margherita Paleologo (1510–66)
- Dama pri toaleti, 1520
- Čaščenje pastirjev
- Portret Done Isabele de Requesens
- Sveti Janez Krstnik v puščavi